# 迭斯尔德·丹增忠乃达尔吉
迭斯尔德·丹增忠乃达尔吉（1793年—1850年代约1856年）法名丹增忠乃达尔吉，蒙古族，阿拉善旗巴润别立巴嘎人，第三世迭斯尔德活佛。

## 生平
1793年生于阿拉善巴润别立巴嘎，是阿拉善旗镇国公道尔吉萨布旦之第七子，也是温都尔葛根之侄。他还有一称呼“温都尔喇嘛坦”（“喇嘛坦”是迭斯尔德活佛的别称）。他在南寺（广宗寺）设“参尼札仓”（即法相僧院），奠定了南寺的学经、辩经、考取学位制度的基础。他有用藏文撰述的零散经文流传至今。约在1856年圆寂。